# Emin zámeček
Emin zámeček este o arie protejată (arie specială de conservare — SAC, sit de importanță comunitară — SCI) din Republica Cehă întinsă pe o suprafață de 0,12 ha, integral pe uscat.

## Localizare
Centrul sitului Emin zámeček este situat la coordonatele 48°49′42″N 16°21′26″E / 48.828333°N 16.357222°E.

## Înființare
Situl Emin zámeček a fost declarat sit de importanță comunitară în aprilie 2005 pentru a proteja 1 specie de animale. Situl a fost protejat și ca arie specială de conservare în aprilie 2014.

## Biodiversitate
Situată în ecoregiunea panonică, aria protejată nu include niciun habitat protejat.
La baza desemnării sitului se află o specie protejată de  mamifere: liliac comun (Myotis myotis).